# Poblados del Norte
Poblados del Norte (en valenciano y oficialmente Pobles del Nord o también Poblats del Nord) es el distrito número 17 de la ciudad de Valencia (España). Está compuesto por siete poblaciones, anexionadas a Valencia entre 1888 y 1900, que a su vez tienen consideración de barrios: Benifaraig, Pueblo Nuevo, Carpesa, Casas de Bárcena, Mahuella, Tauladella, Rafalell y Vistabella, Masarrochos y Borbotó. Su población censada en 2022 era de 6.744 habitantes. Es el segundo distrito más extenso de Valencia, aunque uno de los menos poblados, ya que se trata de un territorio disperso y rural, donde la huerta ocupa todavía la mayoría del terreno.

## Geografía física

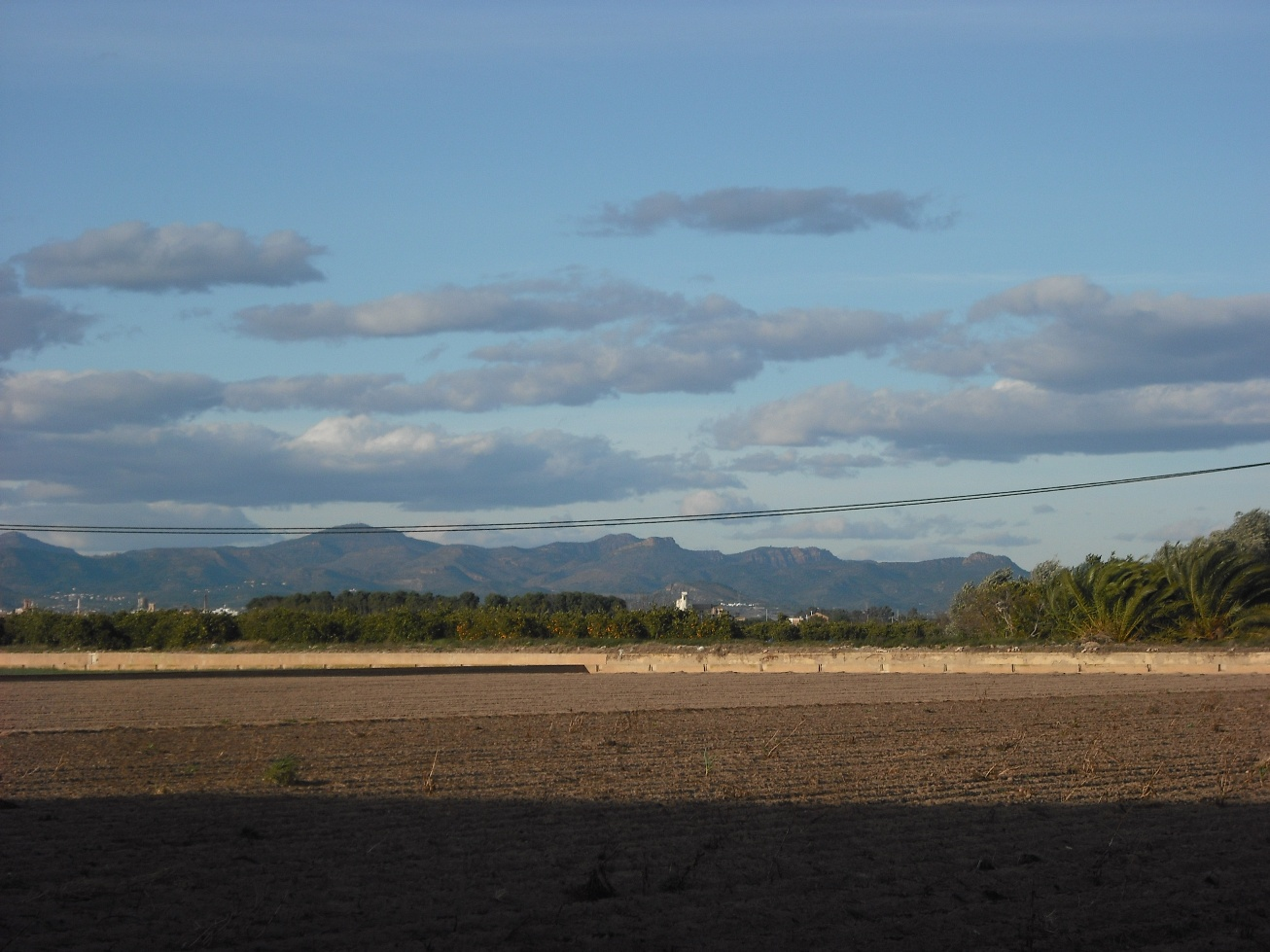
Huertas entre Carpesa y Benifaraig.

Los Poblados del Norte se hallan asentados sobre una porción del abanico aluvial creado por el río Turia. Estos terrenos se componen en su mayor parte de gravas, arenas y depósitos limosos y arcillosos, por lo que son propicios para el aprovechamiento agrícola. Está atravesados de oeste a este por el barranco del Carraixet, el de Andolsa y la Acequia Real de Moncada.
El territorio principal, compuesto por los barrios de Benifaraig, Borbotó, Carpesa, Masarrochos y Pueblo Nuevo, forma una cuña de terreno que avanza hacia el norte desde la ciudad de Valencia, estando delimitada por el llamado arco de Moncada. Los lugares de Casas de Bárcena y de Mahuella, Tauladella, Rafalell y Vistabella conforman tres enclaves dispersos en la comarca de la Huerta Norte. El último, Rafalell-Vistabella, es el único lugar que posee frente marino, unos 800 m de playa donde se halla el Marjal de Rafalell-Vistabella.

## Historia

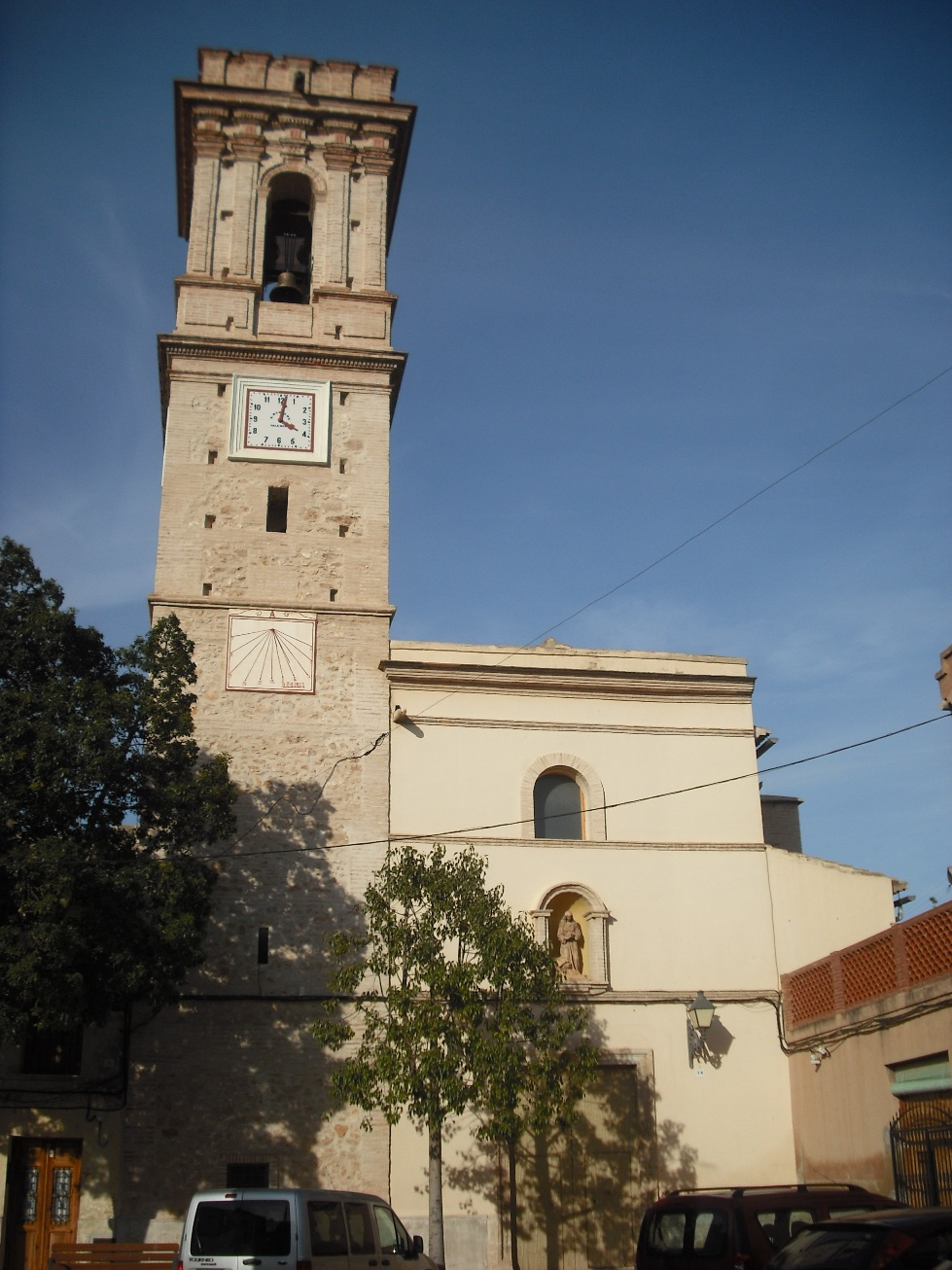
Iglesia de María Magdalena de Benifaraig.

La gran mayoría de los núcleos que componen este distrito tienen su origen en las alquerías andalusíes que se encontraban repartidas por la vega del Turia, aunque se han encontrado restos romanos en Carpesa. Todas las alquerías fueron tomadas durante la conquista cristiana por Jaime I de Aragón y la mayoría de ellas estuvieron bajo el control de la Orden del Temple y, al disolverse esta, pasaron a la Orden de Montesa. Al desaparecer los señoríos en 1811 la mayoría se convirtieron en municipios independientes.
El distrito en sí apareció entre 1888 y 1900 bajo el nombre de Distrito de la Vega. Este proceso, motivado por distintos intereses, tuvo lugar gracias a un decreto que permitía a las grandes ciudades anexionarse los municipios limítrofes de menos de 2000 habitantes, y que Valencia había comenzado a hacer efectivo ya en la década de 1870. Los primeros lugares en anexionarse fueron Borbotó y Carpesa en 1888, y el último fue Benifaraig, en 1900. En 1981 tuvo lugar una reordenación de los distritos de Valencia, dentro de la cual se cambió el nombre a Pobles del Nord.

## Demografía
La población del distrito se ha mantenido prácticamente estable durante todo el siglo XX y la primera década del siglo XXI, aunque la tendencia es principalmente a la baja. La pérdida más fuerte de población se ha dado en Mahuella, Tauladella, Rafalell y Vistabella, ya que al ser una zona eminentemente rural, siendo el único núcleo compacto el de Mahuella, ha sufrido fuertemente el éxodo rural. El aumento más significativo lo ha experimentado Masarrochos a partir del momento en que la conurbación con Moncada se hizo efectiva.
|                                             | 1910   | 1940  | 1960  | 1981  | 2001  | 2009  |
| Benifaraig                                  | 722    | 834   | 809   | 1.023 | 938   | 1.026 |
| Borbotó                                     | 655    | 765   | 806   | 758   | 800   | 742   |
| Carpesa                                     | 791    | 932   | 1.196 | 1.417 | 1.258 | 1.293 |
| Casas de Bárcena                            | 438    | 614   | 557   | 596   | 429   | 398   |
| Mahuella, Tauladella, Rafalell y Vistabella | 442    | 441   | 328   | 104   | 65    | 66    |
| Masarrochos                                 | 606    | 1.391 | 1.302 | 1.180 | 1.099 | 2.015 |
| Pueblo Nuevo                                |        | 1.706 | 1.563 | 1.407 | 1.408 | 1.023 |
| Total                                       | ~4.000 | 6.683 | 6.561 | 6.485 | 5.997 | 6.563 |

## Política

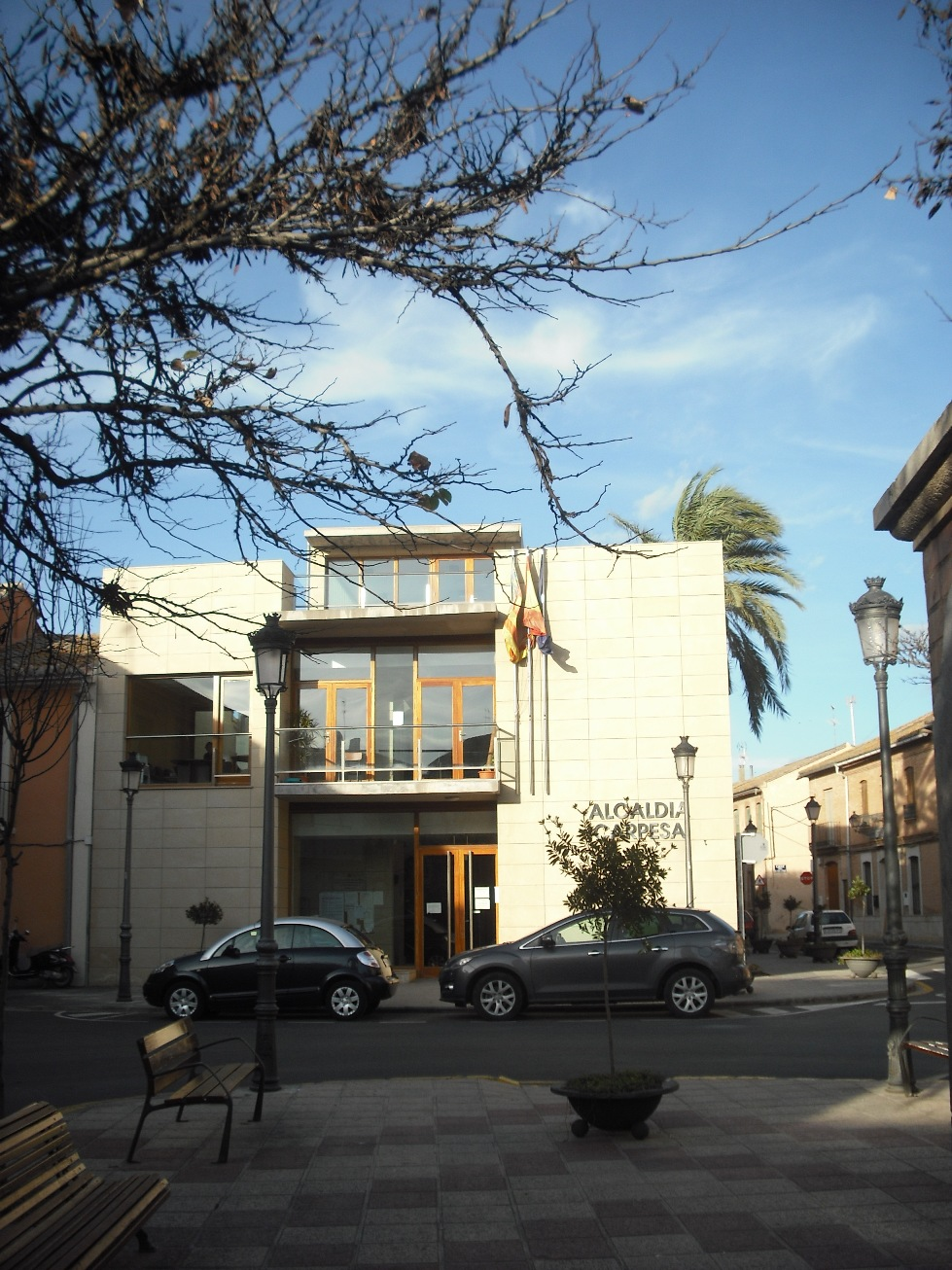
Alcaldía de Carpesa, en la Plaza del Poble.

Los Poblados del Norte dependen del ayuntamiento de Valencia en consideración de distrito. Sin embargo, dada su condición de poblamiento rural, cuentan, de acuerdo con las leyes estatales y autonómicas pertinentes, con seis alcaldes de barrio que se encargan de velar por el buen funcionamiento del barrio y de las relaciones cívicas, firmar informes administrativos y elevar al ayuntamiento de la ciudad las propuestas, sugerencias, denuncias y reclamaciones de los vecinos. Las alcaldías de barrio se encuentran en Benifaraig, Borbotó, Carpesa, Casas de Bárcena (que incluye Mahuella, Tauladella, Rafalell y Vistabella), Masarrochos y Pueblo Nuevo.

## Economía
Durante el siglo XIX el principal motor de la economía era la producción de seda, trigo, cáñamo, alubias y hortalizas, así como la extracción de piedra en Masarrochos, en una de cuyas canteras se halló cerámica andalusí, que denota la antigüedad de esa actividad. En la actualidad los Poblados del Norte se enfrentan a la disminución demográfica y el envejecimiento de la población, hechos que hacen mucho menos competitiva la economía del distrito.

## Transportes
Los Poblados del Norte son un conjunto de núcleos semiurbanos conectados entre sí tradicionalmente por un conjunto de caminos, que en su mayoría sigue existiendo. Las principales vías de comunicación en el cuerpo principal del distrito son la antigua N-340, hoy reconvertida en la CV-300; y la CV-315. Los enclaves dispersos se encuentran cercanos a la autovía V-21, aunque no son de fácil acceso.

## Servicios públicos
Los Poblados del Norte cuentan con dos consultorios médicos auxiliares, uno en Benifaraig y otro en Carpesa. Cuenta además con varios centros de actividades para personas mayores, así como instalaciones deportivas.

### Planta depuradora de Carpesa
La Consejería de Medio Ambiente planea la construcción de una estación depuradora de aguas residuales (EDAR) entre Carpesa y Bonrepós y Mirambell, al borde del barranco del Carraixet. La planta planeada tendrá una superficie de 50 000 m² y recibirá las aguas de los colectores de Masarrojos, Moncada, Rocafort y Godella, vertiéndolas después en el barranco para permitir su reutilización a través de un sistema terciario. Este plan, no obstante, ha contado desde el principio con el rechazo mutuo de los ciudadanos de Carpesa y Bonrepós y Mirambell, apoyados por el consistorio de este último, ya que alegan que la planta pretende construirse en zona de huerta protegida, a menos de 200 metros de las viviendas y de una escuela.

## Patrimonio

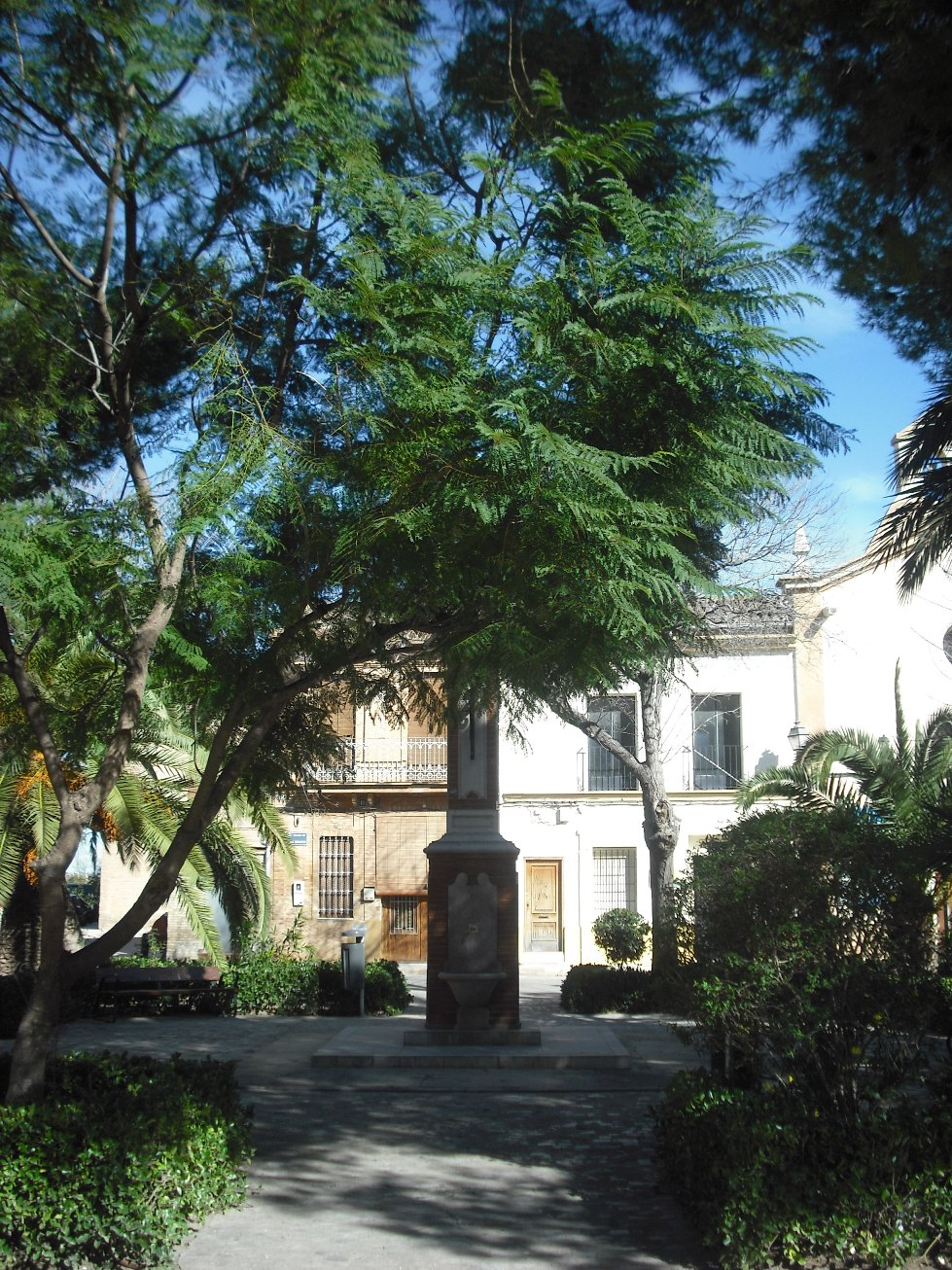
Plaza de San Benito de Mahuella.

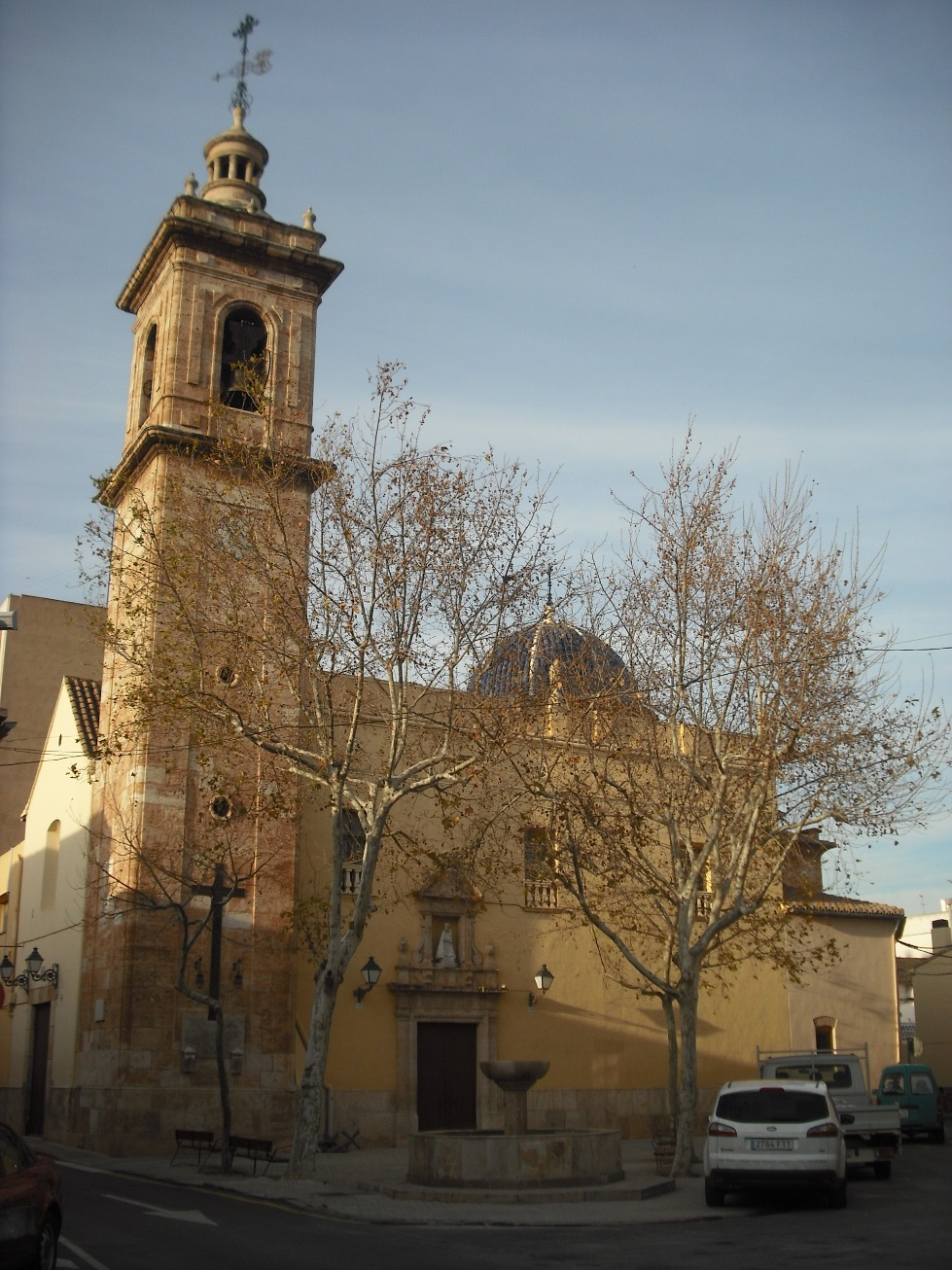
Iglesia de la Asunción de Masarrochos.

Dada la condición rural del distrito, el casco urbano de la mayoría de los núcleos forma en sí parte del patrimonio, ya que, especialmente los de Masarrochos, Benifaraig y Mahuella, se encuentran en muy buen estado y casi inalterados. De entre el patrimonio arquitectónico del distrito cabe destacar:
- Iglesia de Santa María Magdalena de Benifaraig: Se edificó a principios del siglo XVII sobre la capilla del antiguo palacio del señor, del que no quedan vestigios.[18] Sobre su portada se lee la inscripción "Ave María 1686". La fachada es de ladrillo, como el campanario, de tres cuerpos. Tiene nave única con capillas en los contrafuertes y está cubierta por bóveda de cañón.[19]

- Iglesia de Santa Ana de Borbotó: Data del siglo XVII y dependió de la iglesia de Carpesa hasta 1942. De cruz latina, se compone de tres naves y cinco tramos. Tiene una cúpula vidriada de media naranja y un campanario bajo y puntiagudo. La decoración data principalmente del siglo XIX, destacando el retablo mayor del misterioso Maestro de Borbotó, de principios del siglo XVI. Está compuesto por nueve tablas de estilo renacentista, con la imagen central de Santa Ana, que se completa con otros personajes bíblicos. Destaca asimismo el llamado Quadro de les Ànimes, de finales del siglo XV, que representa la ciudad celestial y el juicio final.[10]

- Iglesia de Santos Abdón y Senén de Carpesa: De finales del siglo XVIII o principios de XIX, cuando el lugar pertenecía todavía a la antigua Orden de Montesa. La planta es de tres naves, la principal cubierta con bóveda de cañón. Una cornisa con barandilla metálica corre sobre pilastras corintias que enmarcan arcos de medio punto en comunicación con las naves laterales. El presbiterio tiene bóveda absidial y a los pies de la nave se encuentra el coro.[20] El templo estuvo dedicado a San Pedro hasta 1942, en que se cambió por la actual advocación.[5]

- Iglesia de la Asunción de Masarrochos: Originalmente tuvo planta rectangular y una sola nave, pero sufrió reformas en el siglo XVII, añadiéndosele el crucero y el ábside, por lo que la planta actual es de cruz latina. El campanario empezó a construirse el 27 de agosto de 1887 y se terminó el 7 de julio de 1895, día en que se colocó la veleta. Su característica principal es que está enteramente hecho de piedra, a diferencia de la mayoría de los campanarios de la comarca, y esto se debe a que la construyeron los propios habitantes del entonces municipio, dedicados principalmente a la extracción de piedra y su talla.[7]

- Alquerías de Pueblo Nuevo: Destaca la alquería del Pi, del siglo XVI, propiedad primero del conde de Pino Hermoso y más tarde del de Montornés. En la actualidad está reformada y sirve de salón de celbraciones.[21] Son también de interés la alquería de Falcó, anterior a 1698; la alquería Fonda y la alquería de Tallaròs, anterior a 1689.[22]

## Urbanismo
Pese a que crecimiento de los núcleos que componen el distrito es diferenciado, estos pueden agruparse en tres grupos:
- Crecimiento lineal: A lo largo de una vía de comunicación, y generalmente fragmentado, como Casas de Bárcena y Pueblo Nuevo.[3]
- Crecimiento nuclear: En el cruce de dos o más vías de comunicación, como es el caso de Borbotó, Carpesa, Masarrochos y Benifaraig.[3]
- Disperso: Conformado por una serie de alquerías sin apenas indicios de núcleo urbano, como en las cuatro partidas que conforman Mahuella, Tauladella, Rafalell y Vistabella.

Todos los cascos urbanos del distrito se encuentran aislados y rodeados de huerta a excepción de Masarrochos, que está conurbado con Moncada en su extremo oeste.

## Cultura
Existen sedes de la Universidad Popular de Valencia en Benifaraig, Carpesa, Casas de Bárcena y Masarrochos, así como variadas asociaciones en los núcleos mayores. Todos los barrios celebran sus fiestas mayores entre junio y agosto. Destacan las de Santa Tereseta de Benifaraig, las de Santos Abdón y Senén de Carpesa, por su antigüedad, y las fiestas patronales de Masarrochos. Por último, en Borbotó hay una gran tradición de pilota valenciana.